# بار لاغركفيست
بار لاغركفيست - Pär Fabian Lagerkvist، أديب سويدي (23 مايو 1891 - 11 يوليو 1974). حصل على جائزة نوبل في الأدب لسنة 1951.

## سيرته
كان بار لاغركفيست آخر سبعة أبناء لحارس سكة حديد، ونشأ في منطقة سمالاند الريفية المتدينة بعمق في جنوب السويد، حيث تلقى تربية دينية تقوية. لكنه انفصل عن البروتستانتية خلال سنوات مراهقته، واعتنق الاشتراكية بشكل دائم، مع احتفاظه باهتمام كبير بالتقاليد والروايات التوراتية. اتجه منذ وقت مبكر إلى الكتابة الأدبية، متأثراً بالطموحات الحداثية، فدرس تاريخ الفن والأدب في جامعة أوبسالا. وفي عام 1913، أقام سنة في باريس، حيث تأثر بالحركة التكعيبية والتعبيرية، وأسهم في التعريف بأعمال بابلو بيكاسو في السويد.
خلال الحرب العالمية الأولى، استقر في كوبنهاغن، وهناك كتب رواية القلق (Angst) وعدداً من مسرحياته الأولى. كما التقى هناك بـ كارن سورينسن، التي تزوّجها عام 1918. كان لاغركفيست، إلى جانب كونه كاتباً مسرحياً وشاعراً، صحفياً سياسياً وناقداً فنياً أيضاً. في عام 1925، تزوّج ثانية من إلين لويلا هالبيرغ، أرملة الرسام غوستا ساندلس، ورُزق منها بابنه بنت أندرس لاغركفيست. عاد إلى السويد عام 1930، واستقر في بلدة ليدينغو قرب ستوكهولم، وانتُخب عضواً في الأكاديمية السويدية عام 1940.
في عام 1943، أصدر روايته القزم، وهي حكاية رمزية ساخرة عن الشر، منحته شهرة دولية واسعة تخطّت حدود الدول الإسكندنافية. وفي عام 1950، نشر روايته باراباس، التي أشاد بها أندريه جيد واعتبرها تحفة فنية، وقد تحوّلت لاحقاً إلى فيلمين سينمائيين عامي 1953 و1961، وكانت من أبرز الأعمال التي أهلته لنيل جائزة نوبل في الأدب.

## مؤلفاته
- باراباس (رواية)، ترجمها للعربية  سعدي يوسف، سنة 2002
- القزم

## روابط خارجية
- بار لاغركفيست على موقع IMDb (الإنجليزية)
- بار لاغركفيست على موقع الموسوعة البريطانية (الإنجليزية)
- بار لاغركفيست على موقع مونزينجر (الألمانية)
- بار لاغركفيست على موقع ميوزك برينز (الإنجليزية)
- بار لاغركفيست على موقع إن إن دي بي (الإنجليزية)
- بار لاغركفيست على موقع قاعدة بيانات الفيلم (الإنجليزية)